# An Unmarried Woman
An Unmarried Woman is een Amerikaanse film van Paul Mazursky die werd uitgebracht in 1978.
Deze tragikomedie was een van de succesrijkste films van Mazursky.

## Verhaal
Manhattan, Upper East Side. Martin, een welgestelde broker verlaat zijn vrouw Erica na zestien jaar huwelijk voor een jongere vrouw. Het komt tot een scheiding en zo komt er abrupt een einde aan haar luxueus en perfect georganiseerd leventje. 
Opnieuw vrijgezel gaat ze door een verwarde periode van eenzaamheid, verdriet en woede. Ze maakt de balans op van wie ze nu eigenlijk is en herontdekt stilletjes aan zichzelf. Ze maakt nieuwe vrienden en begint zich gelukkig te voelen. Ze geniet van haar nieuwe status van onafhankelijke en bevrijde vrouw. Ze ontmoet ook Saul, een abstracte schilder ...

## Rolverdeling
| Acteur              | Personage  |
| ------------------- | ---------- |
| Jill Clayburgh      | Erica      |
| Alan Bates          | Saul       |
| Michael Murphy      | Martin     |
| Cliff Gorman        | Charlie    |
| Patricia Quinn      | Sue        |
| Kelly Bishop        | Elaine     |
| Lisa Lucas          | Patti      |
| Linda Miller        | Jeannette  |
| Andrew Duncan       | Bob        |
| Daniel Seltzer      | Dr. Jacobs |
| Matthew Arkin       | Phil       |
| Penelope Russianoff | Tanya      |
| Novella Nelson      | Jean       |
| Raymond J. Barry    | Edward     |